# Mexicambala fishi
Mexicambala fishi är en mångfotingart som beskrevs av Ottis Robert Causey 1971. Mexicambala fishi ingår i släktet Mexicambala och familjen Cambalidae. Inga underarter finns listade i Catalogue of Life.